# Pseudacanthocotyla
Pseudacanthocotyla är ett släkte av plattmaskar. Pseudacanthocotyla ingår i familjen Acanthocotylidae.
Kladogram enligt Catalogue of Life:
| Pseudacanthocotyla | \| \| Pseudacanthocotyla pacifica \| \| \| \| \| \| Pseudacanthocotyla williamsi \| \| \| \| |
|                    | \| \| Pseudacanthocotyla pacifica \| \| \| \| \| \| Pseudacanthocotyla williamsi \| \| \| \| |
|                    | Allacanthocotyla                                                                             |
|                    |                                                                                              |
|                    | Lophocotyle                                                                                  |
|                    |                                                                                              |
|                    | Pseudacanthocotyla pacifica                                                                  |
|                    |                                                                                              |
|                    | Pseudacanthocotyla williamsi                                                                 |
|                    |                                                                                              |

|  | Pseudacanthocotyla pacifica  |
|  |                              |
|  | Pseudacanthocotyla williamsi |
|  |                              |